# 朱霊
朱 霊（しゅ れい、? - 229年以降）は、中国後漢時代末期から三国時代にかけての魏の武将。字は文博。冀州清河国鄃県（現在の山東省徳州市夏津県）の人。曹操・曹丕・曹叡の3代に仕えた歴戦の将軍である。

## 生涯

### 袁紹陣営時代
初めは袁紹の配下だった。清河の季雍という者が、鄃県を挙げて袁紹に叛き公孫瓚に付いたため、袁紹は朱霊に季雍を攻撃させた。朱霊の家族は城中にあり、公孫瓚は朱霊の母と弟を城壁に置いて朱霊を誘引した。しかし朱霊は涙を流し「男が一度身を人に差し出した以上、どうして家族を顧みる事があろうか」と言い、力戦して季雍を捕虜としたが、家族は残らず殺された。
初平4年（193年）または興平元年（194年）、曹操が徐州の陶謙を討伐した際に、袁紹は朱霊に3つの営を率いさせて曹操の救援に派遣し、朱霊は戦功を立てた。その後、他の部将たちは袁紹の下に帰還したが、朱霊は曹操の器量に惚れ込み、その家臣となった。なおその際に配下の兵は彼に従っており、兵卒からの信望は厚かったと考えられる。

### 曹操の下での活躍
建安4年（199年）、曹操は劉備に袁術を討伐させるべく、朱霊と路招を配下に置いて派遣したが、戦闘前に袁術は病死した。朱霊らは徐州に劉備を残し、そのまま曹操の下へ帰還した。
建安10年（205年）頃、冀州を平定した曹操は、朱霊に冀州兵5000と騎馬1000を委ね、許都の南を守らせた。曹操は冀州兵の扱いについて朱霊に忠告していたが、陽翟に至ると果たして中郎将程昂が謀反した。朱霊は直ちにこれを斬って曹操に謝罪したが、曹操は鄧禹の故事を引いて特に罪を問わなかった。
建安13年（208年）、曹操が荊州を征伐する際、于禁・張遼・張郃・朱霊・李典・路招・馮楷の7将軍は、章陵太守・都督護軍となった趙儼に統括された。
建安16年（211年）秋7月、曹操の馬超討伐に従軍した。この時、曹操は密かに徐晃と朱霊に命じて、夜中に蒲阪津を渡らせ、黄河の西に陣営を作らせた。このため、馬超は黄河の西に進出することができなかった。
夏侯淵が隃麋・汧の氐族を討伐すると、その配下として従軍した。建安17年（212年）1月、曹操が鄴に帰還すると、夏侯淵の配下として長安に駐屯し、南山の劉雄を撃破してその兵を降伏させた。
建安20年（215年）春3月、曹操の張魯討伐に従軍した。曹操が武都郡の方面へ向かおうとすると、氐に進路を塞がれたため、張郃・朱霊に命じてこれを撃破させた。
朱霊は曹操から常に恨まれていた。そのため詳細な時期は不明だが、曹操は于禁に朱霊の軍営を取り上げさせ、朱霊自身は于禁の部将としている。この時、于禁が自らやってきて曹操の命令を執行したが、朱霊とその部下たちは、于禁の勢威を恐れてそのまま服従した。

### 曹操死後の活躍
黄初元年（220年）、曹丕が魏の文帝として即位すると、曹操時代以来の功績を讃えられる形で、曹丕から鄃侯に封じられ、領邑も加増された。さらに曹丕からは、「その威光は周の宣王の賢臣方叔・邵虎より上であり、功績は周勃・灌嬰よりも上である」と絶賛を受けている。また朱霊は、曹丕から望みの地を与えると言われたため、高唐を望んだところ、その通りに高唐亭侯に封じられた。
太和3年（229年）秋、曹休・賈逵らの呉討伐軍に加わった。曹休が合肥を攻撃して敗北したため、朱霊はこれを何とか救助した。これが史書における朱霊の最後の事績である。
名声は徐晃らに次ぎ、官位は後将軍にまで昇った。死去の後、威侯と諡された。
正始4年（243年）秋7月、曹芳（斉王）は詔勅を下し、曹操の廟庭に功臣20人を祀った。その中には朱霊も含まれている。祀られた者の中で、朱霊だけが『三国志』に伝を立てられていない（徐晃伝に付随する形で記述は存在する）。

## 三国志演義
小説『三国志演義』では、正史ほど活躍していない。史実どおりに路昭（史実の路招）共々劉備の袁術討伐に随行するよう、曹操から命じられる。しかし劉備の指示に従い、軍を残したまま路昭と2人だけで許に帰還してしまったため、曹操の怒りを買い処刑されそうになる。荀彧が諫言したために2人は赦されている。その後、馬超討伐にも加わり、史実通り徐晃と共に黄河の西に陣取っている。これを最後に『演義』には登場しなくなる。